# Lijst van voetbalinterlands Malta - Zwitserland
Deze lijst van voetbalinterlands is een overzicht van alle officiële voetbalwedstrijden tussen de nationale teams van Malta en Zwitserland. De landen hebben tot op heden zeven keer tegen elkaar gespeeld. De eerste ontmoeting was een kwalificatiewedstrijd voor het Europees kampioenschap voetbal 1972 in Gżira op 20 december 1970. Het laatste duel, een vriendschappelijke wedstrijd, vond plaats op 9 februari 2011 in Ta' Qali.

## Wedstrijden
| № | Plaats    | Datum            | Competitie           | Wedstrijd           | Uitslag |
| - | --------- | ---------------- | -------------------- | ------------------- | ------- |
| 1 | Gżira     | 20 december 1970 | EK 1972 kwalificatie | Malta − Zwitserland | 1 − 2   |
| 2 | Luzern    | 21 april 1971    | EK 1972 kwalificatie | Zwitserland − Malta | 5 − 0   |
| 3 | Neuchâtel | 15 april 1987    | EK 1988 kwalificatie | Zwitserland − Malta | 4 − 1   |
| 4 | Ta' Qali  | 15 november 1987 | EK 1988 kwalificatie | Malta − Zwitserland | 1 − 1   |
| 5 | Bern      | 18 november 1992 | WK 1994 kwalificatie | Zwitserland − Malta | 3 − 0   |
| 6 | Ta' Qali  | 17 april 1993    | WK 1994 kwalificatie | Malta − Zwitserland | 0 − 2   |
| 7 | Ta' Qali  | 9 februari 2011  | Vriendschappelijk    | Malta − Zwitserland | 0 − 0   |

## Samenvatting
| Competitie        | Totaal gespeeld | Winst Malta | Gelijk | Winst Zwitserland | Doelsaldo Malta – Zwitserland |
| ----------------- | --------------- | ----------- | ------ | ----------------- | ----------------------------- |
| WK-kwalificatie   | 2               | 0           | 0      | 2                 | 0 − 5                         |
| EK-kwalificatie   | 4               | 0           | 1      | 3                 | 3 − 12                        |
| Vriendschappelijk | 1               | 0           | 1      | 0                 | 0 − 0                         |
| Totaal            | 7               | 0           | 2      | 5                 | 3 − 17                        |

## Details

### Eerste ontmoeting
| EK 1972 kwalificatie (Gżira, Malta, 20 december 1970): |       |                                       |
| Malta                                                  | 1 – 2 | Zwitserland                           |
| Eddie Theobald 57' (pen.)                              | goals | 49' René Quentin 59' Friedrich Künzli |
| - Debuut van Eddie Vella voor Malta.                   |       |                                       |

### Tweede ontmoeting
| EK 1972 kwalificatie (Luzern, Zwitserland, 21 april 1971):                                   |       |       |
| Zwitserland                                                                                  | 5 – 0 | Malta |
| Rolf Blättler 14' Friedrich Künzli 17' René Quentin 26' Roland Citherlet 28' Kurt Müller 30' | goals |       |

### Derde ontmoeting
| EK 1988 kwalificatie (Neuchâtel, Zwitserland, 15 april 1987):              |       |                     |
| Zwitserland                                                                | 4 – 1 | Malta               |
| André Egli 5' Georges Brégy 16' Georges Brégy 38' (pen.) Georges Brégy 87' | goals | 71' Carmel Busuttil |

### Vierde ontmoeting
| EK 1988 kwalificatie (Ta' Qali, Malta, 15 november 1987): |       |                       |
| Malta                                                     | 1 – 1 | Zwitserland           |
| Carmel Busuttil 89'                                       | goals | 3' Hans-Peter Zwicker |
| - Debuut van David Carabott voor Malta.                   |       |                       |

### Vijfde ontmoeting
| WK 1994 kwalificatie (Bern, Zwitserland, 18 november 1992): |       |       |
| Zwitserland                                                 | 3 – 0 | Malta |
| Thomas Bickel 2' Ciriaco Sforza 44' Stéphane Chapuisat 89'  | goals |       |

### Zesde ontmoeting
| WK 1994 kwalificatie (Ta' Qali, Malta, 17 april 1993): |       |                                             |
| Malta                                                  | 0 – 2 | Zwitserland                                 |
|                                                        | goals | 31' Christophe Ohrel 89' Kubilay Türkyilmaz |

### Zevende ontmoeting
| Vriendschappelijk (Ta' Qali, Malta, 9 februari 2011):                           |       |             |
| Malta                                                                           | 0 – 0 | Zwitserland |
|                                                                                 | goals |             |
| - Alexander Frei en Gökhan Inler missen beiden een strafschop voor Zwitserland. |       |             |

Malta Football Association · A-internationals · Bondscoaches · Statistieken · Maltees vrouwenelftal · Malta U21 · Malta U20 · Malta U19 · Malta U18 · Malta U17 · Malta U16
1957 – 1959 ·
1960 – 1969 ·
1970 – 1979 ·
1980 – 1989 ·
1990 – 1999 ·
2000 – 2009 ·
2010 – 2019 ·
2020 − 2029
1957 · 
1958 · 
1959 · 
1960 · 
1961 · 
1962 · 
1963 · 
1964 · 
1965 · 
1966 · 
1967 · 1968 · 
1969 · 
1970 · 
1971 · 
1972 · 
1973 · 
1974 · 
1975 · 
1976 · 
1977 · 
1978 · 
1979 · 
1980 · 
1981 · 
1982 · 
1983 · 
1984 · 
1985 · 
1986 · 
1987 · 
1988 · 
1989 · 
1990 ·
1991 · 
1992 · 
1993 · 
1994 · 
1995 · 
1996 · 
1997 · 
1998 · 
1999 · 
2000 · 
2001 · 
2002 · 
2003 · 
2004 · 
2005 · 
2006 · 
2007 · 
2008 · 
2009 · 
2010 · 
2011 · 
2012 · 
2013 · 
2014 · 
2015 · 
2016 ·
2017 ·
2018 ·
2019 ·
2020 ·
2021 ·
2022
Albanië ·
Algerije ·
Andorra ·
Angola ·
Armenië ·
Azerbeidzjan ·
België ·
Bosnië en Herzegovina · 
Bulgarije ·
Canada ·
Centraal-Afrikaanse Republiek ·
Cyprus ·
DDR ·
Denemarken ·
Duitsland ·
Egypte ·
Engeland ·
Estland ·
Faeröer ·
Finland ·
Frankrijk ·
Gabon ·
Georgië ·
Gibraltar · 
Griekenland ·
Hongarije ·
Ierland ·
IJsland ·
Indonesië ·
Israël ·
Italië ·
Japan ·
Joegoslavië ·
Jordanië ·
Kaapverdië ·
Kazachstan ·
Koeweit ·
Kosovo ·
Kroatië ·
Letland ·
Libanon ·
Libië ·
Liechtenstein ·
Litouwen ·
Luxemburg ·
Moldavië ·
Nederland ·
Noord-Ierland ·
Noord-Macedonië ·
Noorwegen ·
Oekraïne ·
Oostenrijk ·
Polen ·
Portugal ·
Qatar ·
Roemenië ·
Rusland ·
San Marino ·
Schotland ·
Slovenië ·
Slowakije ·
Spanje ·
Thailand ·
Tsjechië ·
Tsjecho-Slowakije ·
Tunesië · 
Turkije · 
Venezuela · 
Verenigde Arabische Emiraten ·
Verenigde Staten ·
Wales ·
Wit-Rusland ·
Zuid-Afrika ·
Zuid-Korea ·
Zweden ·
Zwitserland
SFV · A-internationals · Selecties · Bondscoaches · Zwitsers vrouwenelftal · Olympisch elftal · Zwitserland U21 · Zwitserland U19 · Zwitserland U18 · Zwitserland U17 · Zwitserland U16 · Vrouwen U17
1905 – 1919 · 
1920 – 1929 · 
1930 – 1939 · 
1940 – 1949 · 
1950 – 1959 · 
1960 – 1969 · 
1970 – 1979 · 
1980 – 1989 · 
1990 – 1999 · 
2000 – 2009 · 
2010 – 2019 · 
2020 – 2029
EK's: 1996 · 
2004 · 
2008 · 
2016 · 
2020 · 
2024
WK's: 1934 · 
1938 · 
1950 · 
1954 · 
1962 · 
1966 · 
1994 · 
2006 · 
2010 · 
2014 · 
2018 · 
2022
OS: 1924 · 
1928 · 
2012
1905 · 
1906 · 1907 · 
1908 · 
1909 · 
1910 · 
1911 · 
1912 · 
1913 · 
1914 · 
1915 · 
1916 · 
1917 · 
1918 · 
1919 · 
1920 · 
1921 · 
1922 · 
1923 · 
1924 · 
1925 · 
1926 · 
1927 · 
1928 · 
1929 · 
1930 · 
1931 · 
1932 · 
1933 · 
1934 · 
1935 · 
1936 · 
1937 · 
1938 · 
1939 · 
1940 · 
1941 · 
1942 · 
1943 · 
1944 · 
1945 · 
1946 · 
1947 · 
1948 · 
1949 · 
1950 · 
1952 ·
1952 · 
1953 · 
1954 · 
1955 · 
1956 · 
1957 · 
1958 · 
1959 · 
1960 · 
1961 · 
1962 · 
1963 · 
1964 · 
1965 · 
1966 · 
1967 · 
1968 · 
1969 · 
1970 · 
1971 · 
1972 · 
1973 · 
1974 · 
1975 · 
1976 · 
1977 ·
1978 · 
1979 · 
1980 · 
1981 · 
1982 · 
1983 · 
1984 · 
1985 · 
1986 · 
1987 · 
1988 · 
1989 · 
1990 ·
1991 · 
1992 · 
1993 · 
1994 ·
1995 · 
1996 · 
1997 · 
1998 · 
1999 · 
2000 · 
2001 · 
2002 · 
2003 · 
2004 · 
2005 · 
2006 · 
2007 · 
2008 · 
2009 · 
2010 · 
2011 · 
2012 · 
2013 ·
2014 ·
2015 ·
2016 ·
2017 ·
2018 ·
2019 ·
2020 ·
2021 ·
2022
Albanië ·
Algerije · 
Andorra · 
Argentinië ·
Australië ·
Azerbeidzjan ·
België ·
Bolivia ·
Bosnië en Herzegovina ·
Brazilië ·
Bulgarije ·
Canada ·
Chili ·
China ·
Colombia ·
Costa Rica ·
Cyprus ·
Denemarken ·
DDR ·
Duitsland ·
Ecuador ·
Egypte ·
Engeland · 
Estland ·
Faeröer ·
Finland ·
Frankrijk ·
Georgië ·
Ghana ·
Gibraltar ·
Griekenland ·
Honduras ·
Hongarije ·
Hongkong ·
Ierland ·
IJsland ·
Israël ·
Italië ·
Ivoorkust ·
Jamaica ·
Japan ·
Joegoslavië ·
Kameroen ·
Kenia ·
Kosovo ·
Kroatië ·
Letland ·
Liechtenstein ·
Litouwen ·
Luxemburg ·
Malta ·
Marokko ·
Mexico ·
Moldavië ·
Montenegro ·
Nederland ·
Nigeria ·
Noord-Ierland ·
Noorwegen ·
Oekraïne ·
Oman ·
Oostenrijk ·
Panama ·
Peru ·
Polen ·
Portugal ·
Qatar ·
Roemenië ·
Rusland ·
Saarland ·
San Marino ·
Schotland ·
Servië ·
Slovenië ·
Slowakije ·
Sovjet-Unie · 
Spanje ·
Togo ·
Tsjechië ·
Tsjecho-Slowakije ·
Tunesië ·
Turkije ·
Uruguay ·
Venezuela ·
VA Emiraten ·
Verenigde Staten ·
Wales ·
Wit-Rusland ·
Zimbabwe ·
Zuid-Korea ·
Zweden
Albanië (2016) ·
Argentinië (2014) ·
Brazilië (2018) ·
Chili (2010) ·
Costa Rica (2018) ·
Ecuador (2014) ·
Frankrijk (2006) ·
Frankrijk (2014) ·
Frankrijk (2016) ·
Frankrijk (2021) ·
Honduras (2010) · 
Honduras (2014) · 
Italië (2021) · 
Oekraïne (2006) ·
Portugal (2008)  · 
Portugal (2022) · 
Roemenië (2016) · 
Servië (2018) ·
Spanje (2010) ·
Spanje (2021) ·
Togo (2006) ·
Tsjechië (2008) ·
Turkije (2008) ·
Turkije (2021) ·
Wales (2021) ·
Zuid-Korea (2006) ·
Zweden (2018)